# شهرستان میرابل
شهرستان میرابل (به انگلیسی: Mirabel Regional County Municipality) یک شهرداری در کانادا است که در ناحیه لورانتید واقع شده‌است. شهرستان میرابل ۴۸۹ کیلومتر مربع مساحت و ۲۷٬۳۳۰ نفر جمعیت دارد.